# Бордель фон Борделиус, Евгений Васильевич
Евгений Васильевич (Вильгельмович) Бордель фон Борделиус (1829—1878) — русский военный деятель, полковник, Георгиевский кавалер.

## Биография
Родился 9 (21) февраля 1829 года в Ниграндене, Курляндская губерния, в дворянской семье Готхарда Вильгельма Бордель фон Борделиуса (1792—1838) и его жены — Эмилии Шарлотты Элеоноры Амалии фон Фитингоф-Шеель (1810—1847).
Сведения об окончании военных учебных заведений отсутствуют.
Произведён в первый офицерский чин 1 (13) июня 1849 года.
Проходил службу в 14-ом гренадерском Грузинском полку. Пожалован чином майора 5 (17) сентября 1867 года. С 20 января (1 февраля) 1868 года назначен командиром 20-го стрелкового батальона (с 31 августа (12 сентября) 1870 года — 3-й Кавказский стрелковый батальон). Пожалован чином подполковника 8 (20) сентября 1871 года.
Участник войны на Кавказе в составе Эриванского отряда — войскового соединения русской армии под командованием генерал-лейтенанта Тергукасова, сформированного в начале апреля 1877 года и составлявшего левое крыло (фланг) Действующего корпуса на Кавказском театре военных действий под общим командованием генерал-адъютанта Лорис-Меликова во время Русско-турецкой войны 1877—1878 годов.
За отличия в ходе сражения при Драмдаге (4 (16) июня 1877) награждён орденом Святого Георгия 4-й степени:  
В деле 4-го Июня, командуя правым флангом боевой линии, полковник Бордель-фон-Борделиус занял сначала высоту Джалил-наг и, отвлекши этим внимание неприятеля, дал возможность наступать нашему левому флангу. Затем, под сильным перекрёстным ружейным и артиллерийским огнём турок, он занял овраг перед центром неприятельской позиции на расстоянии близкого ружейного выстрела, и поражая метким огнём во фланг позицию, атакованную нашим левым флангом, облегчил наступление и самую атаку противника. В то время, когда войска нашего левого фланга атаковали турок, полковник фон-Борделиус с своею колонною бросился с криком «ура» на главные неприятельские позиции, занял их с боя и преследовал противника метким ружейным огнем. В этом деле полковник фон-Борделиус оказал храбрость, мужество и примерную распорядительность.
Пожалован чином полковника 3 (15) ноября 1877 года. Командир 74-го пехотного Ставропольского полка в период с 22 декабря 1877 (3 января 1878) по 30 ноября (12 декабря) 1878 года.
Смертельно ранен на территории Армении во время русско-турецкой войны. Умер 30 ноября (12 декабря) 1878 года в Тифлисе.

## Семья
Евгений Васильевич был женат на дворянке Екатерине Аксёновой (1841—1910), в семье родились дети: Николай (1859—1910), Елена (1860—1933), Константин (1862—1873), Нина (1864—1901), Сергей (1871—1917), Михаил (1873—1930) и Георгий (1876—1920).

## Награды
- Орден Святого Станислава 3-й степени (1862)
- Орден Льва и Солнца 3-й степени (1864, Персия)
- Орден Святого Владимира 4-й степени с бантом за выслугу 25 лет в офицерских чинах (1874)
- Орден Святого Станислава 2-й степени (1875)
- Золотое оружие «За храбрость» (18 (30) апреля 1878)
- Орден Святого Георгия 4-й степени (28 ноября (10 декабря) 1878)
- Медали Российской империи.
- Записан на мраморной доске Георгиевского зала московского Кремля.[1]

## Любопытные факты
Евгений Вильгельмович Бордель фон Борделиус под своим именем описан в романе Бориса Васильева «Были и небыли».. Там же описана его манера собирать и оценивать шутки над своей фамилией.